# Кыргызский футбольный союз
Кыргызкий футбольный союз, сокращенно КФС (кирг. Кыргыз футболдук союзу), ранее Федерация футбола Кыргызской Республики (ФФКР) — организация, осуществляющая контроль и управление футболом и мини-футболом (футзалом) в Кыргызстане. Занимается организацией и управлением сборных страны, различных турниров, поддержкой, развитием и популяризацией футбола на всей территории Кыргызстана. КФС проводит национальные чемпионаты страны совместно со второй в стране футбольной организацией — Кыргызской профессиональной футбольной лигой (КПФЛ). В 2019 году перешла на новое юридическое лицо — Объединение юридических лиц Киргизский футбольный союз.
Была создана в 1992 году, в 1994 году стала членом ФИФА и АФК, в 1997—2014 годах являлась членом ФФЦЮА, с 2015 года член ФАЦА.

## Президенты
- Амангельды Муралиев (1992—2008)
- Айбек Алыбаев (2009—2012)
- Семетей Султанов (декабрь 2012 — февраль 2019)
- Канатбек Маматов (февраль 2019 — октябрь 2021)[1]
- Сыдыков Медербек (октябрь 2021 — февраль 2024)
- Камчыбек Ташиев (с февраля 2024 года)[2]

## Сборные и турниры
Сборные, соревнования, чемпионаты, лиги, кубки и турниры, управляемые, контролируемые и проводимые КФС.

### Футбол

#### Сборные
- Национальная сборная Кыргызстана
- Олимпийская сборная Кыргызстана (до 23 лет)
- Молодёжная сборная Кыргызстана до 20 лет
- Юношеские сборные Кыргызстана (до 16, 17 и 19 лет)
- Женская национальная сборная Кыргызстана
- Молодёжная женская сборная Кыргызстана
- Юношеская женская сборная Кыргызстана

#### Национальные лиги
Совместно с Киргизской профессиональной футбольной лигой (КПФЛ)
- Шоро Премьер Лига
- Национальная лига чемпионата Кыргызстана
- Вторая лига чемпионата Кыргызстана
- Чемпионат Кыргызстана среди женщин

#### Национальные кубки
- Кубок Кыргызстана
- Суперкубок Кыргызстана

#### Международные турниры
- Кубок Ала-Тоо — футбольный клубный турнир
- Кубок Дружбы — футбольный турнир среди детско-юношеских сборных до 14 лет
- Кубок Надежда — футбольный турнир среди женских сборных до 19 лет

#### Другие турниры
- Кубок Легенды
- Кубок Кыргызстана среди ветеранов

### Мини-футбол (футзал)
- Сборная Кыргызстана по мини-футболу
- Чемпионат Кыргызстана по мини-футболу